# Праіндоєвропейські корені слів

## a
| Корінь        | Значення                | Похідні у мовах-нащадках |
| ------------- | ----------------------- | --- |
| *abel-        | «яблуко»                | укр. яблуко, рос. яблоко, лат. Abella (назва міста у Кампанії), нім. Apfel, англ. apple, лит. óbuolas, латис. âbuõls.                               |
| *abh-         | «одразу», «прямо тепер» | ст.-слов. абіє, дав.-інд. ahnāya, грец. ἄφαρ («одразу»), ірл. obann                                                                                 |
| *ag- (~ *ōg-) | «плід», «ягода»         | ст.-слов. іагода, укр. ягода, рос. ягода, ягодица («сідниця»), лит. úoga, латис. uôga, uogs, нім. Ecker («буковий горішок»), англ. acorn («жолудь») |

## b
| Корінь           | Значення                 | Похідні у мовах-нащадках |
| ---------------- | ------------------------ | --- |
| *bak(')-         | «гостра палиця», «кілок» | грец. βάκτρον («паличка»), лат. baculum («палиця», «посох»), англ. peg («кілок»), ірл. bac («гак», «патериця»). У слов'янських мовах корінь не зберігся, в українській представлений словом «бактерія», яке походить від грецького βάκτρον. |
| *bal- / -e-      | «сильний»                | ст.-слов. боліи, укр. більший, рос. больший, дав.-інд. bálam («сила»), грец. βελτίων, βέλτερος, βέλτατος, βέλτιστος («краще», «кращий»), лат. dē-bilis («слабкий», «немічний»)                                                              |
| *balb-, *balbal- | «недорікуватий»          | укр. белебенити, балаболити, лит. balbḗti («белькотати», «бевкати»), грец. βαμβάινω («бурмочу крізь зуби»), лат. balbus («заїка»), дав.-інд. balbalākarōti («заїкається»)                                                                   |
| *balǝ-           | «болото», «багно»        | укр. болото, рос. болото, лит. balà («болото»), латис. bala, нім. Pfuhl («калюжа», «багно»), англ. pool («калюжа», «басейн»), нід. poel, polder, алб. bal'tε («багно»).                                                                     |
| *bamb-           | «круглий предмет»        | укр. бублик, грец. πέμφιξ, πομφός («пухир від опіку»), лит. bámba («пуп»), bam̃balas «карапуз», bum̃bulas «шишка», «вузол», «ґуля», bumbulỹs «брунька», латис. bam̃ba («куля»), англ. pamper («пестити»), дав.-інд. bimba- («диск», «сфера»).  |

## bh
| Корінь                        | Значення                    | Похідні у мовах-нащадках |
| ----------------------------- | --------------------------- | --- |
| *bhabh-                       | «біб»                       | укр. біб, лат. faba («біб»), англ. bean («біб»), нім. Bohne («біб»), нід. boon («біб»). |
| *bʰar-es-                     | «спельта», «полба»          | укр. борошно, ст.-слов. брашъно, лат. farina, валл. bara |
| *bʰardʰ-eH₂-                  | «борода»                    | укр. борода, ст.-слов. брода, рос. борода, пол. broda, лит. barzda, латг. buorzda, латис. bārda, англ. beard, нім. bart, валл. barf, дав.-норв. barðr, кримсько-готськ. bars, лат. barba |
| *bʰeH₂go-                     | «бук»                       | укр. бузина, бузок, рос. бузина, нім. buohha>buche, лат. fāgus, грец. phugos, англ. bēce>beech, дав.-норв. bók, шотл. гел. bāgācon |
| *bhag-                        | «ділити»                    | ст.-слов. богъ, укр. бог, багатий, грец. φαγεῖν («їсти, жерти»), дав.-інд. bhájati («наділяє»), bhágas («надбання», «щастя»), дав.-перс. baga- («бог»), авест. baɣa («бог»), baχšaiti («бере участь»), тохарськ. A pāk, тохарськ. B pāke («частка», «розділ»). |
| *bhegʷ-                       | «бігти», «втікати»          | ст.-слов. бѣжѫ укр. біжу, рос. бегу, убегаю, лит. bḗga («біжу»), латис. bêgu (так само), грец. φέβομαι, («біжу», «втікаю»), φόβος («страх»). |
| *bheidh-                      | «умовляти», «погоджуватися» | ст.-слов. бѣждѫ («примушую»), укр. біда, бідити, побіда, рос. беда, победа, побеждать («перемагати»), убеждать («переконувати»), англ. bid («наказую», «прошу», «запрошую»), нід. beiden, лат. fīdo («довіряю»), грец. πείθω («умовляю», «переконую»), алб. bint (так само). |
| *bhela-                       | «світлий», «яскравий»       | ст.-слов. бѣлъ, укр. білий, білка, рос. белый, лит. báltas («білий»), латис. bal̃ts (так само), прус. ballo (так само), англ. bald («лисий»), грец. φαλός, φάλιος («світлий», «білий»), алб. ballë («лоб»). |
| *bʰer-                        | «коричневий», «бурий»       | укр. бобер, дав.-рус. бебръ, 'бобръ, бебрянъ «бобровий» |
| *bhere-, *bhrē-               | «нести»                     | ст.-слов. берѫ, укр. беру, англ. bear «несу», barrow («тачка»), burden («тягар»), bier («мари»), нім. Bahre, Bürde, лат. ferō («несу»), грец. φέρω («несу»). |
| *bherǝ-                       | «народжувати»               | ст.-слов. брѣмѧ, дав.-рус. берѣмѧ, біл. бере́мо «ноша», рос. бремя, беременная («вагітна»), болг. бре́ме, серб. бре̏ме, словен. bréme, чеськ. břímě, пол. brzemię, в.-луж. brě́mjo, н.-луж. brěḿe, англ. bear, нім. gebären (народжувати), Geburt («народження»), лат. fertilis («плодючий»), Flōrifertum (свято на честь Флори), ferāx («плідний», «плодючий»), грец. φέρμα («поле», «ділянка»). |
| *bʰer-                        | «кипіти», «вирувати»        | укр. бурлити, рос. бурлить |
| *bʰeres-                      | «живий», «жвавий»           | ст.-слов. бръзъ, дав.-рус. бързыи, укр. діал. борзо, борше, рос. борзой, біл. борздо «швидко» (XV—XVI в.), болг. бърз, бръз, дав.-польськ. barzo, пол. bardzo «дуже» |
| *bherǝg'-, *bhrāg'-           | «дерево», «береза»          | укр. береза, берест, рос. берёза, береста лит. béržas («береза»), латис. bę̃rzs (так само), прус. berse (так само), англ. birch, нім. Birke, нід. berk, дав.-ісл. bjǫrk («береза»), лат. farnus, frāxinus («ясен»), алб. bardh («білий»), дав.-інд. bhūrjas («різновид берези»), осет. бæрз («береза»).                                                                                        |
| *bhergh-, *bherg'h-           | «гора», «висота»            | ст.-слов. брегъ, укр. берег, англ. barrow («пагорок»), дав.-англ. beorg, beorh, biorg, biorh, нім. Berg («гора»), нід. berg, ірл. brí (гора), авест. bǝrǝz- («гора», «висота»), дав.-інд. br̥hánt («високий», «великий»), тохарськ. pärk- (підіймаюся), тохарськ. А pärkär, тохарськ B pärkare («довгий»).                                                                                     |
| *bhor-                        | «свердлити»                 | дав.-рус. бърть, укр. борть, польськ. barć, чеськ. brt, англ. bore, нім. bohren («свердлити», «бурити»), Bohrer («свердел», «бур»), лат. forāre («свердлити»). |
| *bhoukʷ-                      | «бджола», «ґедзь», «овід»   | ст.-слов. бъчела, укр. бджола, рос. пчела, лат. fūcus (трутень), дав.-англ. bēaw (ґедзь, овід) |
| *bhō, bhē; a(m)-bhō, a(m)-bhē | «обидва», «обидві»          | ст.-слов. оба, обѣ укр. обидва, обидві, рос. оба, обе, лит. abù («обидва»), латис. abi (так само), прус. abbai (так само), англ. both, нім. beide, нід. beide, лат. ambō, грец. άμφω (так само), дав.-інд. ubhā́u, ubhé («обидва», «обидві»), авест. uwa, ubē, тохарськ. А āmpi, ampe, тохарськ. В ant-api, āntpi.                                                                             |
| *bhrā-t-er-                   | «брат»                      | ст.-слов. братъ, братръ, укр. брат, прус. brāti, лит. broterė̃- lis, латис. brātarītis («братець»), лат. frāter, англ. brother, нім. Bruder, нід. broeder, ірл. brāthir, грец. φρά̄τηρ, φρά̄τωρ («член фратрії»), дав.-інд. bhrā́tā, авест. brātar-, вірм. eɫbair. |
| *bhreus-                      | «груди», «живіт»            | дав.-рус. брюхо, брюхъ, польск. brzuch, рос. брюхо, англ. breast (груди), нім. Brust (так само), нід. borst (так само), дав.-ісл. briósk (хрящ), ірл. brú (живіт). |
| *bʰruH-                       | «брова»                     | |
| *bhū-                         | «бути», «стати»             | ст.-слов., дав.-рус. быти, укр. бути, рос. быть, польськ. być, лит. bū́ti, латис. bût, лат. fuī («я був») |
| *bhūs-                        | «швидко рухатися»           | ст.-слов. быстръ, укр. бистрий |
| *bher[e]w-, *brēw-            | «дерев'яний настил», «міст» | ст.-слов. бьревьно укр. бервено, рос. бревно («колода»), англ. bridge («міст»), нім. Brücke, нід. brug, гельск. briva (так само) |

## bl
| Корінь           | Значення                      | Похідні у мовах-нащадках                                                                                          |
| ---------------- | ----------------------------- | --- |
| *blak-, *blak-t- | рід комах (тарган, кліщ тощо) | укр. блощиця, лит. blãkē («клоп», «блощиця»), латис. blakts (так само), лат. blatta («комаха», «тарган», «міль»). |

## d
| Корінь                        | Значення        | Похідні у мовах-нащадках |
| ----------------------------- | --------------- | --- |
| *deH₁-                        | «зв'язувати»    | санскр. dyati, авест. nīdyātąm, алб. duaj, грец. δεσμός («зв'язок») |
| *dāiw-er-                     | «брат чоловіка» | ст.-слов. дѣверь, укр. дівер, рос. деверь, лит. dieverì-s («дівер»), латис. diẽveris («дівер»), лат. lēvir (дівер), дав.-англ. tācor («дівер»), дав.-верх.-нім. zeihhur («дівер»), грец. δᾱήρ («брат подружжя», «шуряк», «дівер»), дав.-інд. देवृ devár- («дівер»), вірм. տեգր taigr («брат подружжя»). |
| *deH₃-                        | «дати»          | укр. дати, данина, дар, ст.-слав.. дати, рос. дать, давать, дань, дар, словен. dáti , чеськ. dát, пол. dać, в.-луж. dać, н.-луж. daś, лит. dúoti, латис. dot, дав.-прусск. dātwei, санскр. dā, dadāti «дає», авест. dadāiti «даёт», кашмірськ. dẏyūn, хетт.dā, алб. dhashë «я дав», алб. (тоскський діалект) dhënë, алб. (гегський діалект) dhąnë «дар», перс. dadātuv>dādan, грец. δίδωμι, лат. dare, оск. dede, умбр. dadad, фриг. dadón, лікійськ. da, лувійськ. da-, лідійск. da-, дав.-ірл. dán, валійськ. dawn, гельск. doenti, вірм. տալ (tʼɑl > dɑl), ос. дæттын «давати»                                                                                                 |
| *dem-H₂-                      | «приручати»     | санскр. dāmyati («приручає»), грец. δαμναναη, ірл. damnaim, хетт. damaašzi, авест. dam, ос. дæмун>домын, лат. domāre, англ. tam>tame, нім. zemmen>zähmen, готск. gatamjan, дав.-норв. temja, перс. dām, валійськ. addef. |
| *deuk-                        | «вести»         | алб. nduk, англ. togian>tow, нім. ziohan>ziehen, готск. tiuhan, дав.-норв. toginn, грец. αδευξ>δούξ, лат. dūcō>dux. У слов'янських мовах корінь не зберігся; в українській представлений деякими словами, запозиченими з романських мов: «дюк» («герцог»), «дуче», «дукат», «дож». |
| *deḱs-                        | «правий»        | ст.-слав.. деснъ, десница, укр. десниця (зі старослов.), рос. десница, одесную (зі старослов.), абдешень (діал. «південно-східний вітер»; припускають також запозичення з балт.), серб. дѐснӣ/dèsnī, лит. dešinė, грец. δεξιάς, лат. dexter, умбр. destrame, оск. destrst, санскр. दक्षिण, dakṣina, авест. dašina, тохарськ. täk, кашмірськ. dạchūn, готськ. 𐍄𐌰𐌹𐌷𐍃𐍅𐌰, taíhswa, дав.-верх.-нім. zeso, валійськ. deheu, дав.-ірл. dech, гельськ. dexsiva, алб. djathtë. Того ж походження й назва річки Десна — буквально «права», «права притока». |
| *dhǵʰyes-                     | «учора»         | дав.-англ. geostran, алб. dje, санскр. hyas, авест. zyō, ос. знон, æзинæ, перс. diyaka>dīg, грец. χθές, лат. herī, валійськ. ddoe, ірл. indhé>an(d)é, готськ. gistradagis, дав.-норв. ígǽr,нім. gesteron>gestern |
| *dlegʰ-                       | «примушувати»   | ст.-слов. длъгъ, рос. долг, пол. dług, ірл. dliged > dlígheadh, валійськ. dyled, англ. plegian>play; pliht>plight, нім. pflegan>pflegen; pfliht>pflicht, лат. indulgēre; plevium |
| *dluH₂gʰó-                    | «довгий»        | ст.-слов. длъгъ, укр. довгий, рос. долгий, пол. długi, лит. ilgas, латис. ilgs, дав.-прусск. ilgi, перс. darga>derāz, хетт. dalugaes, санскр. dīrgha, авест. darəga, кашмірськ. dūr, грец. δολιχός (пор. «доліхоцефалія»), лат. longus, гельськ. loggostalētes, валійськ. dala, ірл. long, англ. lang>long; lencten>lent, нім. lang>lang; lenzo>lenz, готськ. laggs, дав.-норв. langr, алб. gjatë, ос. даргъ, дæргъвæтин |
| *dn̥ǵʰu-H₂-                    | «язик»          | ст.-слов. ѩзыкъ, укр. язик, рос. язык, пол. język, лит. liežuvis (звук [l-] з'явився пізніше під впливом слова liezti — «лизати»), дав.-прусск. insuwis, лат. dingua>lingua (під впливом lingo — «лизати»), санскр. jihvā, авест. hizvā, тохарськ. käntu>kantwo, перс. hizbāna>zabān, ірл. tenge>teanga, валійськ. tafod, англ. tunge>tongue, нім. zunga>zunge, готськ. tuggo, дав.-норв. tunga, ос. æвзаг, вірм. լեզու (lɛzu), гамб. dic, |
| *dom-, *dóm-o-                | «дім»           | ст.-слов. домъ, укр. дім, рос. дом, пол. dom, лит. namas, латис. nams, тохарськ. tam>täm, санскр. dama, авест. dąm, грец. δόμος, лат. domus, умбр. dâmoa, валійськ. tŷ, англ. timber>timber («будівельний ліс»), нім. zimbar>zimmer («кімната»), дав.-норв. timbr, вірм. տուն (tʼun > dun) |
| *dous-                        | «передпліччя»   | укр. пазуха, рос. пазуха, пол. pazucha (слов'янські — з праслов. *paz-duxa), лит. dilbis, латис. paduse, санскр. doṣnas («рука», «передпліччя»), авест. daoš («плече»), ірл. doít>doíd («рука»), перс. doš («плече»), ос. дыш > дус |
| *dra-                         | «бігти»         | санскр. drāti, авест. draonah, грец. δρόμος; δράμημα, іллір. dravos, лит. drebėti, нім. trappeln («дріботити», «тупцювати»), готськ. anatrimpan. У слов'янських мовах не зберігся; в українській представлений грецизмами з коренем «-дром» (аеродром, іподром, паліндром тощо). |
| *dorgh-                       | «смикати»       | церк.-слов. (російський варіант) подрагъ «край», укр. дорога, рос. дорога, пол. droga, болг. даро́га, церк.-слов. (сербський варіант) драга («долина»), серб. дра̏га, словен. drága («яр», «лощина»), дав.-чеськ. dráha («дорога»), в.-луж. dróha («слід», «дорога», «вулиця»), н.-луж. droga («вулиця»). |
| *drem-                        | «спати»         | дав.-рус. дрѣмати, укр. дрімати, дрімучий, рос. дремать, дремучий, болг. дре́мя («дрімаю»), серб. дриjѐмати, словен. drė́mati, чеськ. dřímat, словац. driemať, пол. drzemać, в.-луж. drěmać, н.-луж. dremaś, англ. dream («мрія», «сон»), санскр. drā́ti, drāyati, грец. δαρθάνω, лат. dormiō, вірм. tartam>dardam. |
| *dwi-                         | «два»           | ст.-слов. дъва, дъвѣ, укр. два, дві, рос. два, две, пол. dwa, алб. dy>dy, лит. du<*dvúo, латис. divi, гельськ. vo, ірл. dá>dó, валійськ. dau, нім. zwei<zwene, готськ. twai, англ. two<twā, дав.-норв. tveir, дав.-прусськ. dwāi, грец. δύω, δύο, лат. duo, оск. dus, умбр. tuf, санскр. dva, перс. duva>do, авест. duua, кашмірськ. zū, хетт. dā-, тохарськ. wu>wi, лікійськ. tuwa, гамб. dü, вірм. երկու (jɛɹku>jɛɹkʼu>jɛrgu), ос. дыууæ |
| *dáḱru-                       | «сльоза»        | грец. δάκρυον, старолат. decrimare, лат. lacrĭma, лит. ašara, латис. asara, санскр. aśru, авест. asrūazan, тохарськ. ākär > akrūna, нім. zahar>zähre, англ. tēar>tear, валійськ. deigryn, ірл. dér>déar, готськ. tagr, дав.-норв. tár, вірм. արցունք (ɑɹtsʰunkʰ>ɑrtsʰunkʰ) |
| *déi-no-                      | «день»          | ст.-слов. дьнь, укр. день, рос. день, словен. dan, чеськ. den, пол. dzien, в.-луж. dzen, н.-луж. zen, лит. diena, латис. diena, санскр. dinam «день», лат. dies («день»), nundina («базарний день кожні три дні»), алб. gdhin, валійськ. dydd, ірл. día>dia, denus («проміжок часу»), готськ. sintīns, sinteins («щоденний»), дав.-прусськ. deinan |
| *déiw-o-                      | «бог»           | ст.-слов. дивъ (род. відм. дивесе, множина дивеса), укр. диво, дивний, рос. диво, болг. ди́вен «чудесний», пол. dziw, лит. dievas «Бог»; dỹvas «чудо», латис. dievs («Бог»); dĩva («чудо»), дав.-ісл. tîvar «боги», санскр. dēvás «Бог», авест. daēva «демон», ос. давæг, грец. θεός («бог»), Ζεύς («Зевс»), лат. deus («бог»), dīvus («божественний»), оск. diúveí, умбр. di, дав.-прусськ. deiws, гельськ. dēvona, валійськ. duw, ірл. día > día, фриг. tios, гамб. di, англ. tuesday («вівторок») — з Tiw («Тюр», «бог війни»), дав.-верх.-нім. Ziu («Тюр»), дав.-норв. Týr («Тюр»), готськ. 𐍄𐌴𐌹𐍅𐍃 ‎teiws, лікійск. ziw, лувійськ. tiwat, лідійськ. divi                         |
| *déḱm̥                         | «десять»        | ст.-слов. дєсѧть, укр. десять, рос. десять, пол. dziesięć, вірм. տասը (tɑsə > tʼɑsə > dɑsə), алб. dhjetë>dhetë, лит. dešimt, латис. desmit, гельськ. decam, нім. zehn<zēhen, дакійськ. dece, англ. ten<tīen, грец. δέκα, авест. dasa, ірл. deich, кашмірськ. da.h, гамб. duc, лат. decem, оск. deken, дав.-норв. tíu, дав.-прусськ. desīmtan, ос. дæс, перс. dah<daθa, санскр. daśa, тохарск. śäk>śak, умбр. desem, готськ. taihun, валійськ. deg |
| *dór-u- (род. відм. *derw-ós) | «дерево»        | ст.-слов. дрѣво, укр. дерево, дрова, рос. дерево, дрова, серб. дриjево, пол. drzewo, н.-луж. drjowo (слов'янські слова — з праслов. *dьrvo), лит. derva («сосна»), латис. darva («смола»), гельськ. dervus, англос. teru «смола», англ. tree<trēow, ірл. derucc «жолудь», галльск. dervo; dervus «дубовий ліс», хетт. taru, лувійськ. tarweja, грец. δόρυ («дерево», «брус», «спис-дорі»), δρῦς («дерево», «деревина», «дуб»), δένδρον («дерево»), лат. durus («твердий», «міцний»), алб. dru>drû, тохарськ. or, гамб. dâa, перс. deraxt, валійськ. derwen, санскр. dāru, авест. dauru, -dru- «дерево», готськ. triu, дав.-норв. tré, дав.-прусськ. drawine, дав.-макед. darullos |

## dʰ
| Корінь                             | Значення             | Похідні у мовах-нащадках                                                                                              |
| ---------------------------------- | -------------------- | --- |
| *dʰeH₁-                            | «поміщати», «класти» | укр. діти, дівати рос. деть, делать                                                                                   |
| *dʰugH₂-tér-                       | «дочка»              | укр. дочка, рос. дочь, санскр. duhitṛ, англ. daughter < dohtor, старослов. дъшти, вірм. դուստր, нім. Tochter < tohter |
| *dʰuH₁-mo-                         | «дим»                | укр. дим, рос. дым, санскр. dhūma, лат. fūmus                                                                         |
| *dʰwer-                            | «двері»              | укр. двері, рос. дверь, вірм. դուռ                                                                                    |
| *dʰǵʰom- (род. відм. *dʰǵʰm̥-(m)ós) | «земля»              | укр. земля |
| *dʰǵʰu-                            | «риба»               | |

## g
| Корінь                  | Значення                     | Похідні у мовах-нащадках |
| ----------------------- | ---------------------------- | --- |
| *ǵebʰ-                  | «щелепа»                     | укр. зоб, а також дзьоб (з польської) |
| *ǵeme-                  | «одружуватися»               | |
| *ǵenH₁- (*ǵénH₁ō [1ps]) | «народжувати»                | |
| *ǵenu-                  | «щока»                       | |
| *ǵeus-                  | «смак»                       | |
| *ǵH₂lōu-                | «дружина брата»              | укр. зовиця, рос. золовка, старосл. злъва, пол. zełwa |
| *ǵneH₃-                 | «знати»                      | укр. знаю, рос. знаю, лат. cognoscō («знаю»), пол. znam |
| *ǵr̥H₁-no-               | «зерно»                      | укр. зерно, рос. зерно |
| *ǵénu-                  | «коліно»                     | рос. звено, лат. genū |
| *g'ombh-                | «зуб», «гризти», «протикати» | ст.-слов. зѫбъ, укр. зуб, лит. žam̃bis («соха», «плуг»), латис. Zahn («зуб»), англ. comb («гребінець»), нім. Kamm («гребінець»), нід. kam («гребінець»), грец. γομφίος («корінний зуб»), дав.-інд. jámbha-, авест. zǝmbayadwǝm («подрібнює»), тохарськ. А kam («зуб»), тохарськ. В keme («зуб») |